# La felicidad perfecta
Zorion perfektua es una película española dirigida por Jabi Elortegi, primer papel protagonista de Anne Igartiburu, estrenada el 2 de octubre de 2009.

## Argumento
Ainhoa Zulaika es una pianista de cierta fama que vive en Barcelona, aunque natural de un pueblo del País Vasco, donde en su infancia las acciones terroristas eran recibidas en un clima de silencio y miedo. Su carrera profesional se ve truncada por un accidente de tráfico y su vida sentimental está marcada por el trauma que supuso presenciar un atentado terrorista en la adolescencia, cuando conoce a otra víctima del terrorismo. La película cuenta lo difícil que es seguir viviendo en el País Vasco tras sufrir un atentado y la necesidad de huir a una gran ciudad para sentirse anónimo y rehacer sus vida.

## Comentarios
- Estrenada en el Festival de cine de San Sebastián (2009)
- Rodada entre San Sebastián, Orio, Guetaria, Zarauz y Barcelona.